# Tragophylloceras
Tragophylloceras ist eine Gattung involuter, nur undeutlich berippter Ammoniten. Sie tritt als Leitfossil der Ibex-Zone im unteren Pliensbachium (Carixium) recht weit verbreitet auf.

## Erstbeschreibung und Benennung
Die Gattung Tragophylloceras wurde im Jahr 1900 von Alpheus Hyatt erstbeschrieben. Ihre Bezeichnung ist eine Wortschöpfung zusammengesetzt aus den drei griechischen Wörtern τράγος tragos (Ziegenbock), φύλλον phyllon (Blatt) und κέρας keras (Horn), wobei phyllon auf die blattförmige Gestalt der Lobenlinie und keras auf die Einrollung in Form von Widderhörnern Bezug nimmt.

## Charakterisierung
Die Gattung Tragophylloceras besteht aus recht kleinen Formen, die nur sehr selten 10 Zentimeter überschreiten. Da die Gattung aber Dimorphismus an den Tag legt, können Makroformen bis zu 22 Zentimeter erreichen (z. B. bei Tragophylloceras numismale). Als typischer Vertreter der Phylloceratoidea besitzt sie einen offenen Umbilikus. Ihr Phragmokon ist involut mit N = 0,13-0,22. Die Anwachslinien sind sigmoid. Die Berippung ist meistens nur sehr undeutlich ausgebildet und kann sogar ganz fehlen. Sie ist insbesondere als niedrige Faltenzüge auf dem Venter zu erkennen, auf der Wohnkammer ist sie nur grob angedeutet. Der Windungsquerschnitt ist zusammengedrückt mit parallel verlaufenden Seiten, am Venter leicht dreieckig und insgesamt spitzbogenförmig (subogival). Phylogenetisch bedeutsam ist die Lobenlinie, die aus zwei deutlichen Sätteln S1 und S2 aufgebaut wird, Adultformen zeigen aber insgesamt sechs bis sieben Sättel. Die Sättel sind blattförmig zerfranst, wobei der erste Sattel monophyllisch und die folgenden Sättel so gut wie diphyllisch sind.
Tragophylloceras ist eine der seltenen Ammonitengattungen mit gut erhaltener Farbzeichnung. So besitzt Tragophylloceras loscombi ähnlich wie Amaltheus spinatum longitudinale Farbstreifen.

## Systematik
Die Gattung Tragophylloceras gehört zur Familie der Juraphyllitidae Arkell, 1950 innerhalb der Überfamilie der Phylloceratoidea. Von ihr sind folgende Taxa bekannt:
- Tragophylloceras authelini Joly, 1975
- Tragophylloceras carinatum Howarth und Donovan, 1964
- Tragophylloceras cottardense Joly, 1980
- Tragophylloceras disciforme Reynes,1868
- Tragophylloceras huntoni Simpson
- Tragophylloceras ibex Quenstedt, 1843
  - Tragophylloceras ibex multicostatum Joly
- Tragophylloceras intracrustatum Joly, 1975
- Tragophylloceras loscombi Sowerby, 1814
  - Tragophylloceras loscombi oxynotiforme
- Tragophylloceras nanus Simpson
- Tragophylloceras numismale Quenstedt, 1845
- Tragophylloceras radstockense Spath, 1923
- Tragophylloceras robinsoni Simpson
- Tragophylloceras sp.
- Tragophylloceras typicum Buckman, 1912
- Tragophylloceras undulatum Smith, 1817
- Tragophylloceras vadaszi Lóczy, 1915
- Tragophylloceras wechsleri Oppel

Tragophylloceras robinsoni ist sehr wahrscheinlich ein Synonym von Tragophylloceras loscombi. Tragophylloceras huntoni und Tragophylloceras nanus sind Synonyme von Tragophylloceras numismale, Tragophylloceras radstockense und Tragophylloceras wechsleri von Tragophylloceras undulatum.
Als Schwestertaxa fungieren Fergusonites, Juraphyllites, Nevadaphyllites, Paradasyceras und Togaticeras.
Die genetische Zuordnung zu den Juraphyllitidae beruht auf sehr ähnlichen Charaktermerkmalen, Tragophylloceras unterscheidet sich nämlich von den Phylloceratidae aufgrund des offenen Umbilikus und der ornamentierten äußeren Windungen. Ausgehend von rein morphologischen Überlegungen darf angenommen werden, dass sich die Gattung entweder aus Juraphyllites oder aus der hettangischen Unterfamilie Calliphylloceratinae der Phylloceratoidea entwickelte.

## Lebensweise
Die Individuen der Gattung Tragophylloceras waren marine Karnivoren, die fernab der Küste das flache als auch das tiefere kalkabscheidende Subtidal bevölkerten und driftendem Plankton folgten.

## Ammonitenzone
Die Gattung Tragophylloceras ist ein Leitfossil und definiert die zweite Ammonitenzone des Pliensbachiums, die Ibex-Zone. Die Ibex-Zone folgt auf die Jamesoni-Zone und wird ihrerseits von der Davoei-Zone überlagert.
Die Ibex-Zone, benannt nach Tragophylloceras ibex, baut sich aus drei Subzonen auf, der Masseanum-Subzone im Liegenden, gefolgt von der Valdani-Subzone und der Luridum-Subzone im Hangenden. Die Masseanum-Subzone, benannt nach Tropidoceras masseanum, besteht nur aus der Masseanum-Biozone. Die Valdani-Subzone, benannt nach Acanthopleuroceras valdani, enthält fünf Biozonen, die Arietiforme-Biozone im Liegenden, darüber die Maugenesti-Biozone, die Valdani-Biozone, die Actaeon-Biozone und schließlich die Alisiense-Biozone. Die Luridum-Subzone, benannt nach Beaniceras luridum, wird ihrerseits aus drei Biozonen aufgebaut, der Rotundum-Biozone im Liegenden, der Crassum-Biozone und der Luridum-Biozone im Top.
Tragophylloceras numismale erscheint bereits in der Jamesoni-Zone (Taylori- und Polymorphus-Subzone). In der Ibex-Zone treten dann Tragophylloceras undulatum (gesamte Ibex-Zone), Tragophylloceras ibex (nur Valdani-Subzone) und Tragophylloceras carinatum (Valdani- und Luridum-Subzone) hinzu. Tragophylloceras loscombi taucht erst gegen Ende der Ibex-Zone auf, überdauert die gesamte Davoei-Zone und verschwindet erst gegen Ende der Margaritatus-Zone. Ob Tragophylloceras undulatum und Tragophylloceras ibex sich aus Tragophylloceras numismale entwickelten, ist schlecht zu verifizieren, Tragophylloceras carinatum dürfte jedoch aus Tragophylloceras undulatum hervorgegangen sein, wie eventuell auch Tragophylloceras loscombi.

## Vorkommen
Fundstätten der Gattung Tragophylloceras in Deutschland sind neben der Schwäbischen Alb (beispielsweise bei Ofterdingen, Pliensbach und Reutlingen) in Baden-Württemberg Ehenfeld bei Hirschau in Bayern, die Umgebung von Bonenburg bei Warburg und Herford in Nordrhein-Westfalen sowie Beierstedt, Gebhardshagen und Wohld in Niedersachsen.
Zahlreiche Fundstellen liegen in Frankreich, beispielsweise im Département Calvados (Fresnay-le-Puceux, Basse-Normandie), im Département Cher sowie im Carixium der Causses bei Rivière-sur-Tarn und bei Saint-Georges-de-Luzençon.
Fundplätze im Vereinigten Königreich sind die Charmouth Mudstone Formation in Dorset, Blockley, Cheltenham und Leckhampton in Gloucestershire, Old Dalby in Leicestershire, Mull, Collin Glen und Portrush in Nordirland, Barby, Kilsby und Watford in Northamptonshire, Pabay (Skye), Paulton und Radstock in Somerset sowie Northcliff, Robin Hood’s Bay und Whitby in Yorkshire.
Außerhalb von Europa erscheint die Gattung Tragophylloceras auf Musandam in der Ghalilah-Formation der Vereinigten Arabischen Emirate sowie in der Fannin-Formation auf den Queen-Charlotte-Inseln in Kanada.